# Governo Pinay
Il Governo Pinay è stato in carica dall'8 marzo al 23 dicembre 1952, per un totale di 9 mesi e 15 giorni.

## Cronologia
- 28 febbraio 1952: sfiducia e dimissioni del premier Edgar Faure dopo 1 mese di governo
- 8 marzo 1952: insediamento del governo Pinay, costituito dalle forze del centro-destra
- 26 maggio 1952: viene varato il "prestito nazionale Pinay", pari a 428 miliardi di franchi, garantito sulla riserva aurea ed escludente le imposte di successione[1]
- 27 maggio 1952: firmato a Parigi il trattato per istituire la Comunità europea di difesa (CED)
- 28 maggio 1952: sommosse comuniste contro il generale Ridgway e la NATO; arresto del leader comunista Jacques Duclos per sedizione
- Luglio 1952: introduzione della scala mobile per i salari
- 25 ottobre 1952: inaugurazione della Diga di Donzère-Mondragon
- 23 dicembre 1952: sfiducia e caduta del governo Pinay
- 8 gennaio 1953: inaugurazione del governo di René Mayer

## Consiglio dei Ministri
Il governo, composto da  ministri (oltre al presidente ed il vicepresidente del consiglio), vedeva partecipi:
| Carica                                                 | Titolare | Titolare              | Partito |  |
| ------------------------------------------------------ | -------- | --------------------- | ------- |  |
| Presidente del Consiglio dei Ministri                  |          | Antoine Pinay         | CNIP    |  |
|                                                        |          |                       |         |  |
| Vicepresidente del Consiglio dei Ministri              |          | Henri Queuille        | RGR     |  |
|                                                        |          |                       |         |  |
| Ministro degli Affari Esteri                           |          | Robert Schuman        | MRP     |  |
| Ministro dell'Interno                                  |          | Charles Brune         | RGR     |  |
| Ministro della Giustizia                               |          | Léon Martinaud-Déplat | RGR     |  |
| Ministro della Difesa Nazionale                        |          | René Pleven           | RGR     |  |
| Ministro degli Affari Economici                        |          | Antoine Pinay         | CNIP    |  |
| Ministro dei Lavori Pubblici e dei Trasporti           |          | André Morice          | RGR     |  |
| Ministro dell'Istruzione Nazionale                     |          | André Marie           | RGR     |  |
| Ministro del Lavoro e della Previdenza Sociale         |          | Pierre Garet          | CNIP    |  |
| Ministro della Sanità Pubblica                         |          | Paul Ribeyre          | CNIP    |  |
| Ministro dell'Industria e del Commercio                |          | Jean-Marie Louvel     | MRP     |  |
| Ministro dell'Agricoltura                              |          | Camille Laurens       | CNIP    |  |
| Ministro delle Poste, Telegrafi e Telefoni             |          | Roger Duchet          | CNIP    |  |
| Ministro della Ricostruzione e dell'Urbanizzazione     |          | Eugène Claudius-Petit | RGR     |  |
| Ministro dei Reduci e delle Vittime di guerra          |          | Emmanuel Temple       | CNIP    |  |
| Ministro della Francia d'Oltremare                     |          | Pierre Pflimlin       | MRP     |  |
|                                                        |          |                       |         |  |
| Sottosegretario di Stato alla Presidenza del Consiglio |          | Félix Gaillard        | RGR     |  |
| Sottosegretario di Stato alla Presidenza del Consiglio |          | Raymond Marcellin     | CNIP    |  |
| Sottosegretario di Stato alla Presidenza del Consiglio |          | Guy Petit             | CNIP    |  |